# 加拿大权利与自由宪章第二条
《加拿大权利与自由宪章》第二条是加拿大联邦宪制法律的一部分，其中列举了《加拿大权利与自由宪章》（简称“宪章”）中所称的“基本自由”。这些自由理论上适用于加拿大的每个人，无论他是否为加拿大公民，亦或为个人或法人。这些自由可以针对各级政府的行为，并可由法院强制执行。基本自由包括言论自由、宗教自由、思想自由、信仰自由、和平集会自由和结社自由。
宪章第一条允许加拿大国会或省及地区立法机关颁布法律，对第二条所列的自由施加某些有限的限制。此外，这些自由可能会因为宪章第三十三条的“但书条款”而暂时失效。
作为《加拿大权利与自由宪章》及《1982年宪法法令》的一部分，第二条于1982年4月17日生效。然而第二条所列举之大部分权利都源自《加拿大权利法案》（尽管该法案的法律效力有限）和理论上《默示权利法案》中的传统。同时其中有不少豁免牵扯到联邦制争议的焦点，比如言论自由。

## 法条内容
|                            | 2. 每个人都拥有下列基本自由： (a) 良知和宗教自由； (b) 思想、信仰、观点和表达自由，包括出版和其他媒体传播自由； (c) 和平集会自由； (d) 结社自由。 |
| ——《加拿大权利与自由宪章》 | |

## 基本自由

### 信仰自由

#### 背景
根据贝弗利·麦克拉克林的说法，加拿大的宗教自由可能早在1759年就已经确立。当时法裔加拿大人中的天主教徒被英国殖民者授予了礼拜的权利；后来这一权利在《魁北克法令》得到确认。《1867年宪法法令》又规定了教会学校的权利，然后这一权利在宪章第二十九条被重申。